# Heteropoda manni
Heteropoda manni là một loài nhện trong họ Sparassidae.
Loài này thuộc chi Heteropoda. Heteropoda manni được Embrik Strand miêu tả năm 1906.